# Jornada Mundial de la Juventud

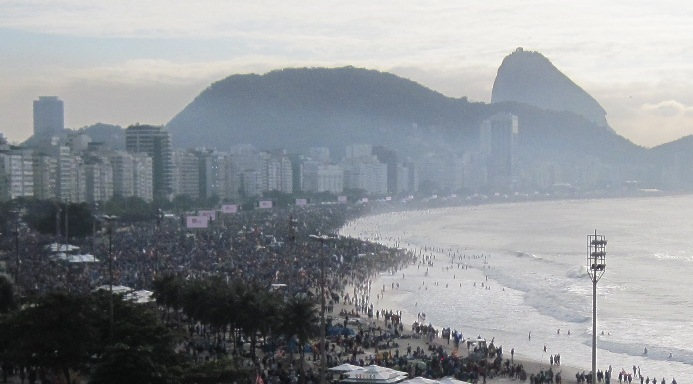
JMJ, Copacabana, Río de Janeiro, julio de 2013

La Jornada Mundial de la Juventud (JMJ) es un acontecimiento promovido por la Iglesia católica que congrega a jóvenes de diversas partes del mundo en compañía del Papa.
La JMJ se realiza anualmente en cada diócesis del mundo durante la solemnidad de Jesucristo, Rey del Universo (hasta 2020 tenían lugar cada Domingo de Ramos), con una ceremonia principal en la Ciudad del Vaticano. Sin embargo, cada dos o tres años, se realiza un gran encuentro internacional realizado en una ciudad sede. Esta ceremonia es presidida por el papa. Este último encuentro, de varios días de duración (generalmente una semana), es el que se asocia habitualmente con el nombre de Jornada Mundial de la Juventud.
Esta iniciativa tuvo su origen en la idea del papa Pablo VI, que en el Año Santo de 1975 reunió en Roma a varios miles de jóvenes en representación de numerosos países, tras su participación en la "I Marcha Internacional de la Reconciliación Cristiana" que recorrió el camino de San Francisco, entre Asís y Roma. En 1984 durante el papado de Juan Pablo II se llevó a cabo una nueva convocatoria mundial, para incentivar la participación juvenil en la Iglesia, llegando a reunir a más de cinco millones de personas durante la edición de 1995, realizada en Manila, Filipinas.
En 1997, la Jornada Mundial dio un cambio transformándose en un festival para la juventud con una duración de tres días antes de la ceremonia final. De allí en adelante se ha organizado sucesivamente en París, Roma, Toronto, Colonia, Sídney y Madrid.
La edición del año 2013, se celebró en la ciudad de Río de Janeiro, presidida por el papa Francisco. Allí se anunció que la siguiente edición de la Jornada tendría  lugar en Cracovia, en el año 2016. Fue el mismo Francisco quien anunció que nombrará a Juan Pablo II el santo patrón de las JMJ, luego de su canonización. La siguiente cita fue en 2019 en la Ciudad de Panamá, según anunció Francisco en la ceremonia final que tuvo lugar en Cracovia. La próxima jornada será organizada por el Patriarcado de Lisboa en el año 2023. La jornada del 2025 se realizará en Roma, con motivo del Jubileo de 2025, como el Jubileo de los Jóvenes.

## Historia

### Los orígenes de la JMJ
Los antecedentes históricos de la JMJ remontan al año 1975, con el encuentro internacional de jóvenes que tuvo lugar en Roma durante la Semana Santa del Jubileo o Año Santo de 1975, siendo papa Pablo VI, como clausura de la I Marcia Internationale della Reconziliatione Cristiana que recorrió el camino de San Francisco desde Asís hasta Roma, en la que participaron jóvenes llegados de numerosos países del mundo.
Durante el Jubileo de 1983-1984, llamado Año Santo de la Redención en recuerdo de la muerte de Jesucristo 1950 años atrás, entre las distintas celebraciones dedicadas a la juventud, la más importante tuvo lugar en la vigilia del Domingo de Ramos de 1984 en Roma. Más de 300.000 jóvenes procedentes de todas las partes del mundo (y albergados por cerca de 6000 familias romanas) participaron en el Jubileo internacional de la juventud. Además de muchos obispos, estaban también presentes el Hermano Roger y la Madre Teresa de Calcuta. El papa Juan Pablo II obsequió a los jóvenes con una cruz de madera que simbolizaba "el amor del Señor Jesús por la Humanidad y como anuncio de que sólo en Cristo, muerto y resucitado, está la salvación y la redención". Tras este evento el papa instituyó la Jornada Mundial de la Juventud. El cardenal argentino Eduardo Pironio, designado presidente del Pontificio Consejo para los Laicos pocos días antes del Domingo de Ramos de 1984, habría realizado la propuesta de instituir la Jornada, y se lo considera su cofundador.
El año 1985 fue proclamado por la ONU Año Internacional de la Juventud. La Iglesia organizó un nuevo encuentro internacional el Domingo de Ramos, el 31 de marzo, con otros 350.000 jóvenes que se reunieron en la Plaza de San Pedro. Tras este evento el papa instituyó la Jornada Mundial de la Juventud.
El Domingo de Ramos de 1986 tuvo lugar en Roma la ya primera Jornada Mundial de la Juventud, la primera de una serie que contribuyó a atribuir al papa el apodo de "El Papa de los jóvenes". En aquella ocasión Juan Pablo II invitó a los jóvenes de todo el mundo con la carta Siempre prestos a testimoniar la esperanza que está en vosotros, dando su apoyo a la realización del evento en la ciudad de Buenos Aires. 
De allí en adelante, la Jornada Mundial de la Juventud se celebró cada año, el Domingo de Ramos, en todas las diócesis. Cada dos o tres años (ver cuadro en la sección Eventos de la JMJ en la Historia) este acontecimiento asume el formato de una reunión internacional, y jóvenes de todo el mundo se reúnen en la ciudad indicada junto al Papa para compartir su fe con la de los demás y meditar sobre el mensaje que el papa elige para cada ocasión. El organismo encargado de la organización y de la coordinación de las Jornadas Mundiales es el Pontificio Consejo para los Laicos, cuya sección joven fue instituida en el 1985.  El cardenal argentino Eduardo Francisco Pironio, como presidente del Pontificio Consejo para los Laicos, se convirtió en responsable de esas jornadas y como tal llegó a ser uno de sus principales propulsores. Pironio acompañó a Juan Pablo II, no solo en las ediciones organizadas en la diócesis de Roma, sino en las realizadas en Buenos Aires (1987), Santiago de Compostela (1989), Częstochowa (1991), Denver (1993) y Manila (1995).

### Las sucesivas JMJ

#### Durante el pontificado de Juan Pablo II

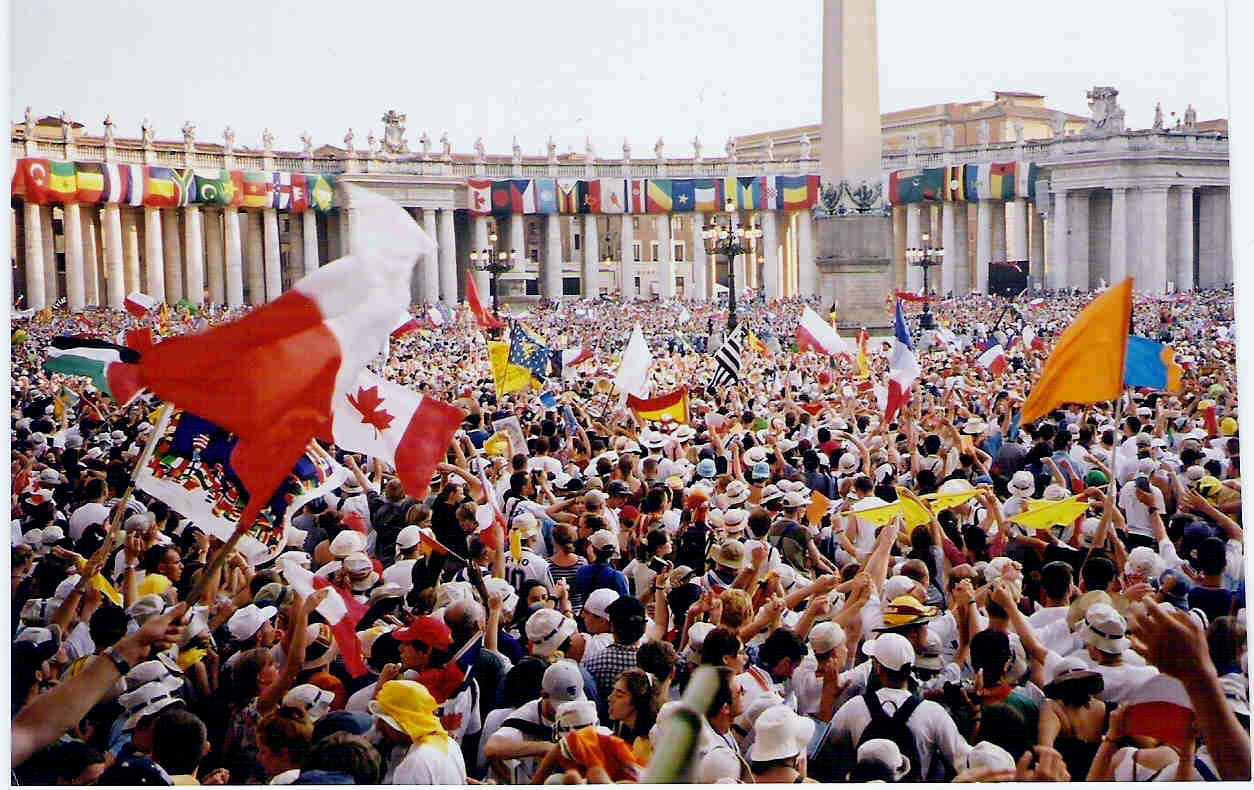
Celebración de la Jornada Mundial de la Juventud 2000 en Roma, Italia.

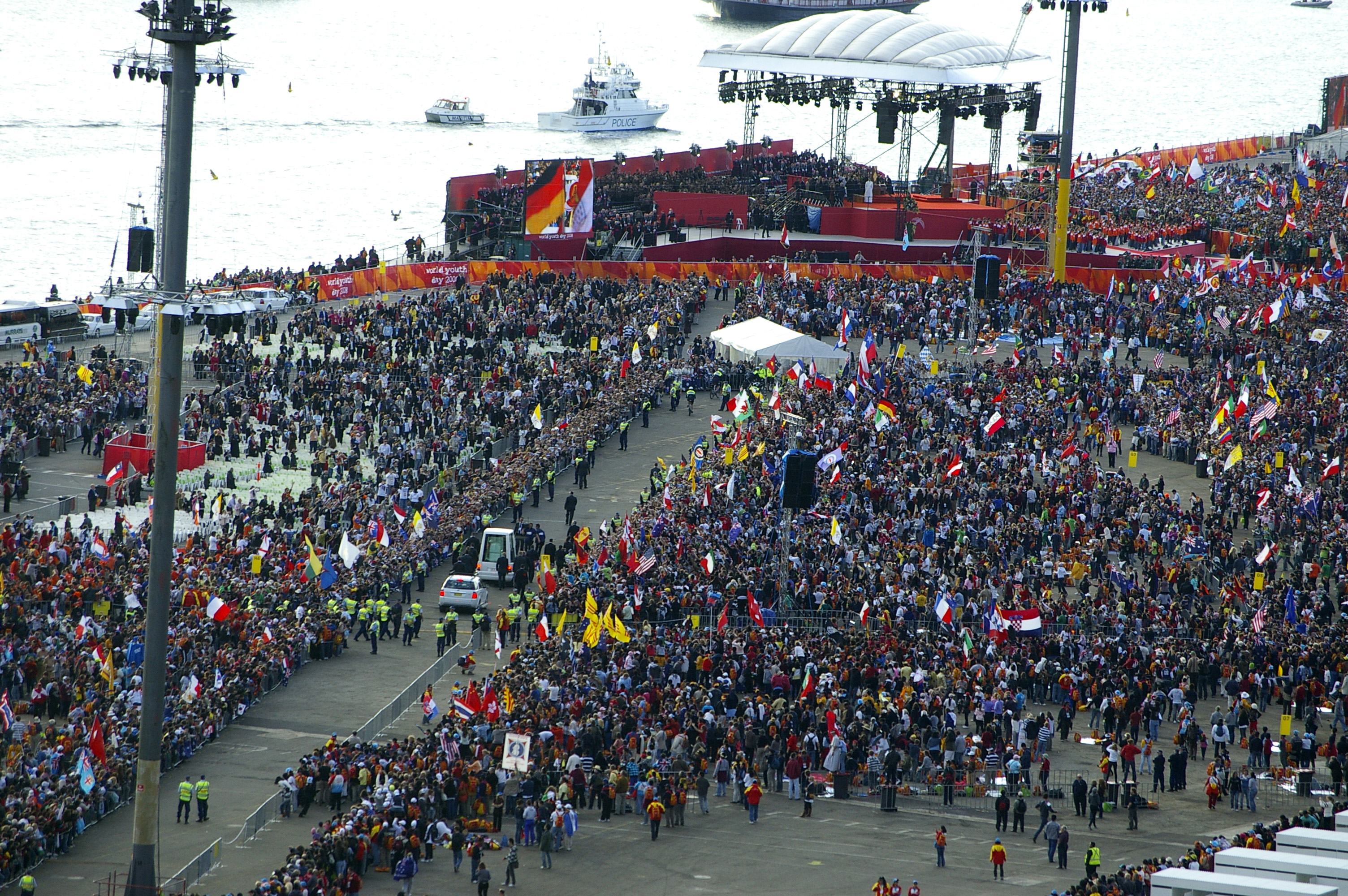
Celebración de la Jornada Mundial de la Juventud 2008 en Sídney, Australia.

Los jóvenes que acuden a estos importantes encuentros son siempre muy numerosos. Después de Buenos Aires, Argentina, en 1987 se reunieron en Santiago de Compostela (España) en 1989. A partir de este encuentro la Jornada Mundial fue ampliada con tres días de catequesis antes de la celebración final.
En Częstochowa (Polonia) en 1991, se celebró el primer encuentro del Papa con millares de jóvenes en un país de la Europa del Este, siendo sucedida unos años después, en 1993, por la ciudad de Denver, en los Estados Unidos. La novedad de esta edición fue el establecimiento de la celebración del Vía crucis.
En 1995 la Jornada tuvo lugar en Asia, concretamente en Manila, capital de Filipinas, con una marca de asistencia según datos oficiales de 5 millones de personas, aunque algunas fuentes señalan que incluso hasta 7 millones.
El millón doscientos mil participantes[cita requerida] en la JMJ de París, en 1997, trajo muchos comentarios al comparar la cifra de asistencia con la anterior de Manila: Europa, como los EE. UU., es una tierra considerada por la Iglesia cómo "difícil" desde el punto de vista de adhesión religiosa. Adriano Sofri, comentando esta jornada, la definió cómo uno de los pocos eventos comparables a Mayo del 68, "no obstante la enorme diferencia, o más bien, gracias a ella". En esta edición se introdujo la iniciativa de anteponer al evento un encuentro de los jóvenes de todo el mundo en las diócesis francesas como momento de fiesta, oración y conocimiento.
Tres años después, en Roma, en medio del Jubileo del 2000, dos millones de jóvenes invadieron la ciudad eterna, para participar en la iniciativa de la jornada mundial, culminada con una vigilia en la explanada de Tor Vergata y una misa a la mañana siguiente. Los inconvenientes provocados por un día de gran calor y por una afluencia mayor de la prevista estuvieron limitados por una organización eficiente y por la compostura de los jóvenes. Hubo varios talleres para unir la propia fe a la vida juvenil. Llamados por Juan Pablo II "Centinelas del mañana", los jóvenes fueron invitados a no resignarse a la injusticia del mundo, a defender la paz, a mantener el mundo siempre habitable y a dar el propio "sí" a Cristo como centro del propio ideal y realización de la felicidad. En aquella ocasión Juan Pablo II les comunicó a todos que el próximo encuentro tendría lugar en Canadá en 2002, en Toronto.

#### Durante el pontificado de Benedicto XVI
De Toronto provino la iniciativa concreta del voluntariado. El nuevo Pontífice, Benedicto XVI, fue acogido por la juventud en agosto de 2005 en Alemania, su tierra natal. Venimos a adorarlo fue el lema del encuentro, que corresponden a las palabras atribuidas a los Reyes Magos, cuyas reliquias son custodiadas en la ciudad de Colonia. El encuentro contó con la participación de aproximadamente 1 100 000 personas de 200 naciones.
La siguiente jornada se realizó en 2008 en la ciudad australiana de Sídney, que si bien presentó un menor número de participantes (aproximadamente un millón), se destacó en varios ámbitos de las ediciones anteriores. La cobertura mediática incluyó desde mensajes de texto del propio papa Benedicto XVI para los inscritos hasta la apertura de una nueva red social llamada Xt3. De modo especial, contó con un vía crucis que tuvo por escenario la ciudad misma, incluida la bahía. 
La ciudad de Madrid fue designada para ser sede de la XXVI edición en 2011, convirtiendo a España en el primer país en acoger dos JMJ y en su arzobispo, Antonio María Rouco Varela, el primero en encargarse dos veces de su organización. Río de Janeiro fue designada para ser la ciudad sede de la próxima edición del evento en 2013, adelantándose un año para evitar coincidir con la Copa Mundial de Fútbol de 2014 que también se celebró en Brasil.

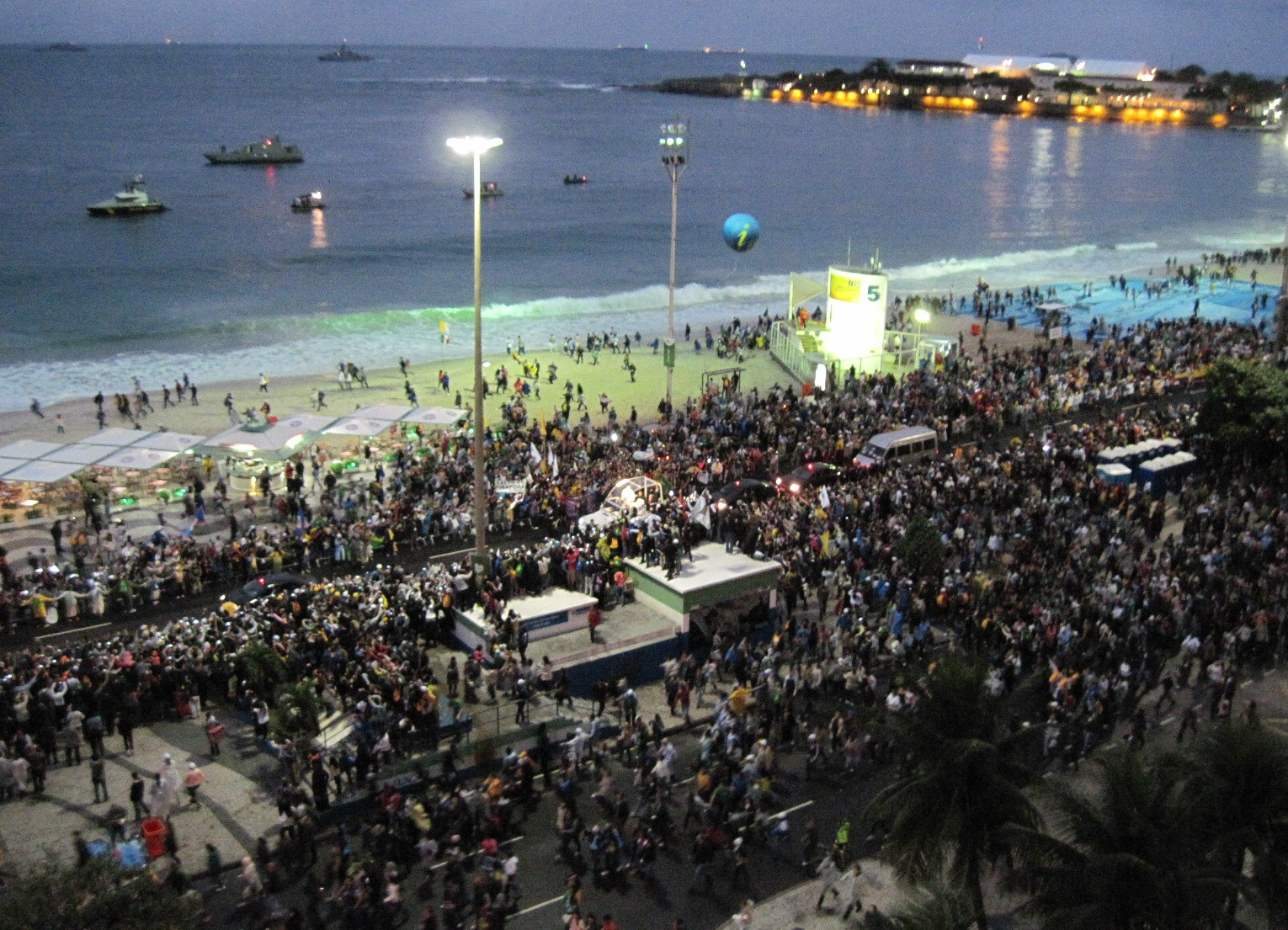
Llegada de Francisco a Copacabana, Río de Janeiro, 26 de julio de 2013

#### Durante el pontificado de Francisco
La Jornada Mundial de la Juventud 2013 realizada en Río de Janeiro configuró la XXVIII edición de este evento, considerada «histórica» por haberse constituido en razón y marco del primer viaje del papa Francisco al extranjero, en el quinto mes de su pontificado.  Se caracterizó, entre otros puntos salientes, por alcanzar niveles de participación estimados en superiores a los 3 millones de jóvenes, y por los gestos pastorales de proximidad a los laicos característicos del papa Francisco.

## Iconos de la JMJ

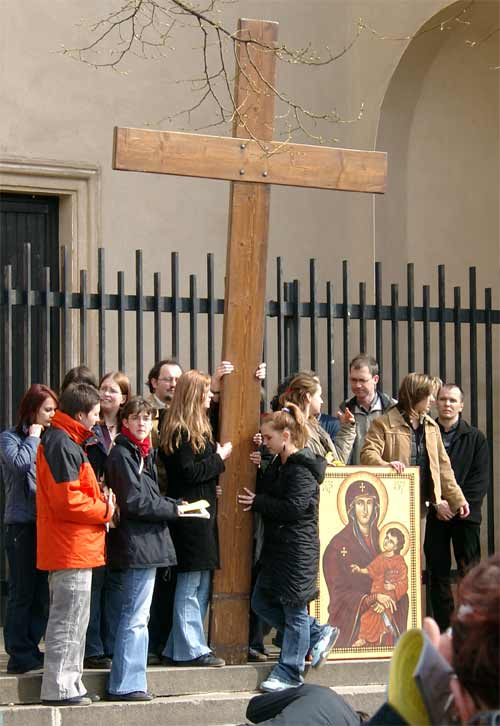
La cruz y el icono de la JMJ

La Cruz de la Jornada Mundial de la Juventud o Cruz de los Jóvenes es una cruz de madera de 3,8 m de altura entregada a los jóvenes  por Juan Pablo II en la jornada de 1984 en Roma. Al final del Año Santo, después de cerrar la Puerta Santa, el papa entregó esa misma cruz a la juventud del mundo, con estas palabras: "Queridos jóvenes, al clausurar el Año Santo os confío el signo de este Año Jubilar: ¡la Cruz de Cristo! Llevadla por el mundo como signo del amor del Señor Jesús a la humanidad y anunciad a todos que sólo en Cristo muerto y resucitado hay salvación y redención" (Roma, 22 de abril de 1984). En 2003 Juan Pablo II hizo entrega también de una imagen de la Virgen María para acompañar a la cruz en su peregrinación. Además de estar presentes en grandes encuentros, los dos símbolos realizan un recorrido visitando las diócesis católicas como preparación de estos eventos. En Australia comenzaron en julio de 2007 un itinerario por todo el país con relevos al estilo de la antorcha olímpica. Para la Jornada Mundial de la Juventud 2019 cuya sede es Panamá, Los iconos de la JMJ realizan un peregrinaje por los países del Caribe y América Central para luego volver a su punto de partida en Panamá, donde seguirá su peregrinaje en las diócesis del país, para luego estar presente en el inicio de la Jornada en Panamá en 2019.
Muchos son los testimonios de personas a las que les ha tocado profundamente el encuentro con la Cruz: en los últimos años, estos testimonios han sido aún más numerosos, o quizás han tenido una mayor difusión a través de Internet. Éstos se pueden encontrar en el Centro Internacional Juvenil San Lorenzo, morada habitual de la Cruz, pero también en las revistas y publicaciones dedicadas a las JMJ.

## Eventos de la JMJ en la Historia

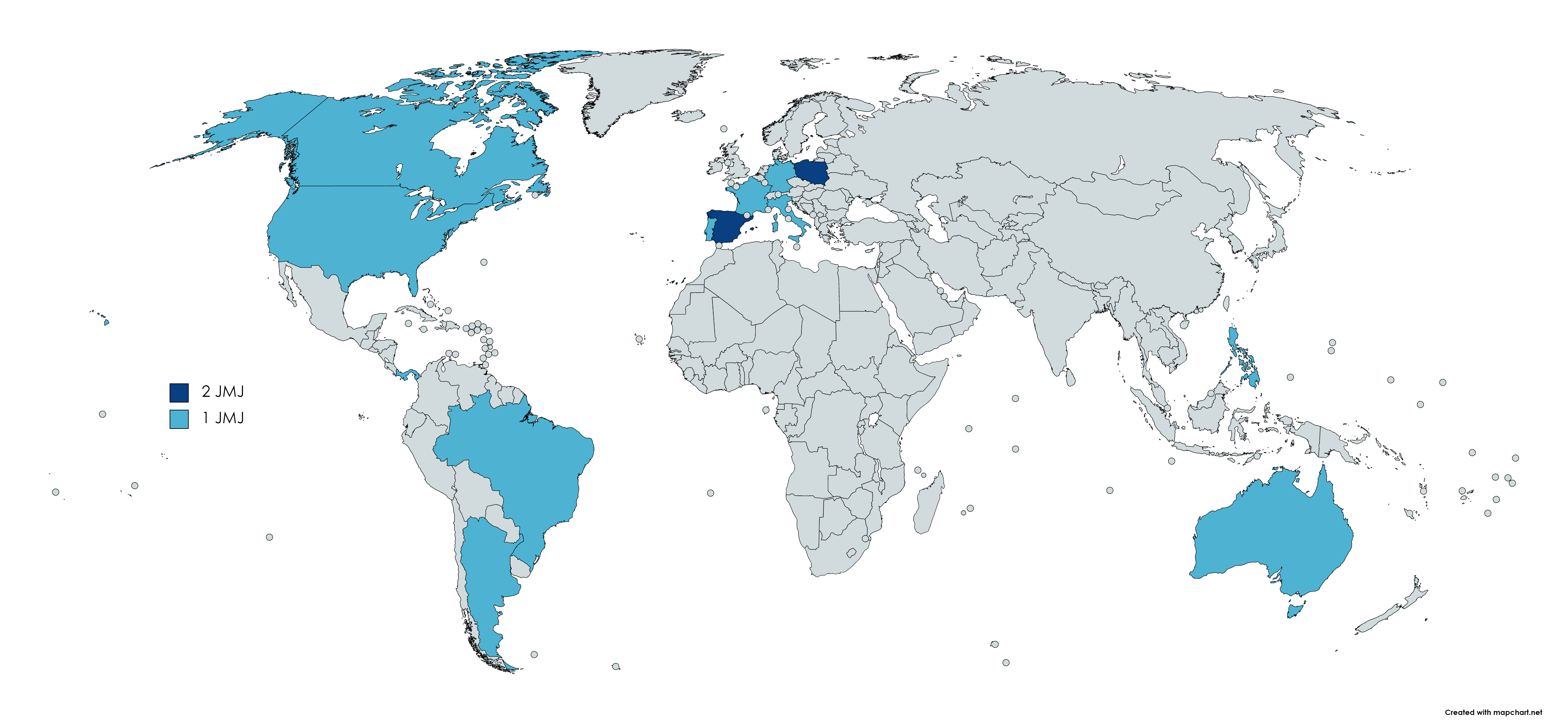
Eventos de la JMJ por países

|         | Fecha                            | Sede                                                     | Asistentes                                               | Tema                                                                                                | Papa          |
| ------- | -------------------------------- | -------------------------------------------------------- | -------------------------------------------------------- | --------------------------------------------------------------------------------------------------- | ------------- |
| 0       | 1984, 15 de abril                | Ciudad del Vaticano                                      | 300 000                                                  | Jubileo de la Redención                                                                             | Juan Pablo II |
| 0       | 1985, 31 de marzo                | Roma, Italia                                             | 300 000                                                  | Año Internacional de la Juventud                                                                    | Juan Pablo II |
| I       | 1986, 23 de marzo                | Celebraciones diocesanas en Domingo de Ramos             | Celebraciones diocesanas en Domingo de Ramos             | Siempre prontos para dar razón de vuestra esperanza a todo el que os la pidiere (1 Pe 3,15)         | Juan Pablo II |
| II      | 1987, 11 y 12 de abril           | Buenos Aires, Argentina                                  | 1 000                                                    | Nosotros hemos conocido el amor que Dios tiene y hemos creído en Él (1 Jn 4,16)                     | Juan Pablo II |
| III     | 1988, 27 de marzo                | Celebraciones diocesanas en Domingo de Ramos             | Celebraciones diocesanas en Domingo de Ramos             | Haced todo lo que Él os diga (Jn 2,5)                                                               | Juan Pablo II |
| IV      | 1989, 15 al 20 de agosto         | Santiago de Compostela, España                           | 500 000                                                  | Yo soy el Camino, la Verdad y la Vida (Jn 14,6)                                                     | Juan Pablo II |
| V       | 1990, 8 de abril                 | Celebraciones diocesanas en Domingo de Ramos             | Celebraciones diocesanas en Domingo de Ramos             | Yo soy la vid, vosotros los sarmientos (Jn 15,5)                                                    | Juan Pablo II |
| VI      | 1991, 10 al 15 de agosto         | Częstochowa, Polonia                                     | 1 600 000                                                | Habéis recibido un espíritu de hijos adoptivos (Rom 8,15)                                           | Juan Pablo II |
| VII     | 1992, 12 de abril                | Celebraciones diocesanas en Domingo de Ramos             | Celebraciones diocesanas en Domingo de Ramos             | Vayan por el mundo predicando el Evangelio (Mc 16,15)                                               | Juan Pablo II |
| VIII    | 1993, 10 al 15 de agosto         | Denver, Estados Unidos                                   | 700 000                                                  | Yo vine para dar vida en abundancia (Jn 10,10)                                                      | Juan Pablo II |
| IX      | 1994, 27 de marzo                | Celebraciones diocesanas en Domingo de Ramos             | Celebraciones diocesanas en Domingo de Ramos             | Tal como el Padre me envió, yo os envío a vosotros (Jn 20,21)                                       | Juan Pablo II |
| X       | 1995, 10 al 15 de enero          | Manila, Filipinas                                        | 5 000                                                    | Tal como el Padre me envió, yo os envió a vosotros (Jn 20,21)                                       | Juan Pablo II |
| XI      | 1996, 31 de marzo                | Celebraciones diocesanas en Domingo de Ramos             | Celebraciones diocesanas en Domingo de Ramos             | Señor, ¿a quién acudiremos? Tú eres el único que tiene palabras de vida eterna (Jn 6,68)            | Juan Pablo II |
| XII     | 1997, 19 al 24 de agosto         | París, Francia                                           | 1 200 000                                                | Maestro, ¿dónde vives? Ven y verás (Jn 1,38-39)                                                     | Juan Pablo II |
| XIII    | 1998, 5 de abril                 | Celebraciones diocesanas en Domingo de Ramos             | Celebraciones diocesanas en Domingo de Ramos             | El Espíritu Santo les enseñará todo (Jn 14,26)                                                      | Juan Pablo II |
| XIV     | 1999, 28 de marzo                | Celebraciones diocesanas en Domingo de Ramos             | Celebraciones diocesanas en Domingo de Ramos             | El Padre los ama (Jn 16,27)                                                                         | Juan Pablo II |
| XV      | 2000, 15 al 20 de agosto         | Roma, Italia                                             | 2 200 000                                                | El Verbo se hizo carne y habitó entre nosotros (Jn 1,14)                                            | Juan Pablo II |
| XVI     | 2001, 8 de abril                 | Celebraciones diocesanas en Domingo de Ramos             | Celebraciones diocesanas en Domingo de Ramos             | Si alguno quiere venir en pos de mí, niéguese a sí mismo, tome su cruz y sígame (Lc 9,23)           | Juan Pablo II |
| XVII    | 2002, 23 al 28 de julio          | Toronto, Canadá                                          | 800 000                                                  | Vosotros sois la sal de la tierra, vosotros sois la luz del mundo (Mt 5,13-14)                      | Juan Pablo II |
| XVIII   | 2003, 13 de abril                | Celebraciones diocesanas en Domingo de Ramos             | Celebraciones diocesanas en Domingo de Ramos             | He ahí tu Madre (Jn 19,27)                                                                          | Juan Pablo II |
| XIX     | 2004, 4 de abril                 | Celebraciones diocesanas en Domingo de Ramos             | Celebraciones diocesanas en Domingo de Ramos             | Quisiéramos ver a Jesús (Jn 12,21)                                                                  | Juan Pablo II |
| XX      | 2005, 16 al 21 de agosto         | Colonia, Alemania                                        | 1 100 000                                                | Hemos venido a adorarle (Mt 2,2)                                                                    | Benedicto XVI |
| XXI     | 2006, 9 de abril                 | Celebraciones diocesanas en Domingo de Ramos             | Celebraciones diocesanas en Domingo de Ramos             | Para mis pies antorcha es tu palabra, luz para mi sendero (Sal 118(119),105)                        | Benedicto XVI |
| XXII    | 2007, 1 de abril                 | Celebraciones diocesanas en Domingo de Ramos             | Celebraciones diocesanas en Domingo de Ramos             | Amaos los unos a los otros, como yo os he amado (Jn 13,34)                                          | Benedicto XVI |
| XXIII   | 2008, 15 al 20 de julio          | Sídney, Australia                                        | 500 000                                                  | Recibiréis la fuerza del Espíritu Santo, que vendrá sobre vosotros, y seréis mis testigos (Hch 1,8) | Benedicto XVI |
| XXIV    | 2009, 5 de abril                 | Celebraciones diocesanas en Domingo de Ramos             | Celebraciones diocesanas en Domingo de Ramos             | Hemos puesto nuestra esperanza en el Dios vivo (1 Tm 4,10)                                          | Benedicto XVI |
| XXV     | 2010, 28 de marzo                | Celebraciones diocesanas en Domingo de Ramos             | Celebraciones diocesanas en Domingo de Ramos             | Maestro bueno, ¿qué haré para heredar la vida eterna? (Mc 10,17)                                    | Benedicto XVI |
| XXVI    | 2011, 16 al 21 de agosto         | Madrid, España                                           | 2 000                                                    | Arraigados y edificados en Cristo, firmes en la fe (Col 2,7)                                        | Benedicto XVI |
| XXVII   | 2012, 1 de abril                 | Celebraciones diocesanas en Domingo de Ramos             | Celebraciones diocesanas en Domingo de Ramos             | Estad siempre alegres en el Señor (Flp 4,4)                                                         | Benedicto XVI |
| XXVIII  | 2013, 23 al 28 de julio          | Río de Janeiro, Brasil                                   | 3 700 000                                                | Id y haced discípulos a todos los pueblos (Mt 28,19)                                                | Francisco     |
| XXIX    | 2014, 13 de abril                | Celebraciones diocesanas en Domingo de Ramos             | Celebraciones diocesanas en Domingo de Ramos             | Bienaventurados los pobres de espíritu, porque de ellos es el reino de los cielos (Mt 5,3)          | Francisco     |
| XXX     | 2015, 5 de abril                 | Celebraciones diocesanas en Domingo de Ramos             | Celebraciones diocesanas en Domingo de Ramos             | Bienaventurados los limpios de corazón, porque ellos verán a Dios (Mt 5,8)                          | Francisco     |
| XXXI    | 2016, 26 al 31 de julio          | Cracovia, Polonia                                        | 3 500 000                                                | Bienaventurados los misericordiosos, porque ellos alcanzarán misericordia (Mt 5,7)                  | Francisco     |
| XXXII   | 2017, 9 de abril                 | Celebraciones diocesanas en Domingo de Ramos             | Celebraciones diocesanas en Domingo de Ramos             | El Todopoderoso ha hecho cosas grandes en mí (Lc 1,49)                                              | Francisco     |
| XXXIII  | 2018, 25 de marzo                | Celebraciones diocesanas en Domingo de Ramos             | Celebraciones diocesanas en Domingo de Ramos             | No temas, María, porque has hallado gracia delante de Dios (Lc 1,30)                                | Francisco     |
| XXXIV   | 2019, 22 al 27 de enero          | Ciudad de Panamá, Panamá                                 | 700 000                                                  | He aquí la sierva del Señor; hágase en mí según tu palabra (Lc 1,38)                                | Francisco     |
| XXXV    | 2020, 5 de abril                 | Celebraciones diocesanas en Domingo de Ramos             | Celebraciones diocesanas en Domingo de Ramos             | Joven, a ti te digo; Levántate (Lc 7,14)                                                            | Francisco     |
| XXXVI   | 2021, 21 de noviembre            | Celebraciones diocesanas en Jesucristo, Rey del Universo | Celebraciones diocesanas en Jesucristo, Rey del Universo | Levántate, te hago testigo de las cosas que has visto (Hch 26,16)                                   | Francisco     |
| XXXVII  | 2022, 20 de noviembre            | Celebraciones diocesanas en Jesucristo, Rey del Universo | Celebraciones diocesanas en Jesucristo, Rey del Universo | María se levantó y partió sin demora (Lc 1,39)                                                      | Francisco     |
| XXXVII  | 2023, 1 al 6 de agosto           | Lisboa, Portugal                                         | 1 500 000                                                | María se levantó y partió sin demora (Lc 1,39)                                                      | Francisco     |
| XXXVIII | 2023, 26 de noviembre            | Celebraciones diocesanas en Jesucristo, Rey del Universo | Celebraciones diocesanas en Jesucristo, Rey del Universo | Alegres en la esperanza (cf. Rm 12,12)                                                              | Francisco     |
| XXXIX   | 2024, 24 de noviembre            | Celebraciones diocesanas en Jesucristo, Rey del Universo | Celebraciones diocesanas en Jesucristo, Rey del Universo | Los que esperan en el Señor caminan sin cansarse (cf. Is 40,31)                                     | Francisco     |
| XL      | 2025, 28 de julio al 3 de agosto | Roma, Italia                                             |                                                          | Jubileo de los Jóvenes                                                                              | León XIV      |
| XLI     | 2026                             | Celebraciones diocesanas en Jesucristo, Rey del Universo | Celebraciones diocesanas en Jesucristo, Rey del Universo | |               |
| XLII    | 2027                             | Seúl, Corea del Sur                                      |                                                          | |               |